# جيل روبنسون
جيل روبنسون (بالإنجليزية: Gil Robinson)‏ هو لاعب كرة قدم أمريكية أمريكي، ولد في 18 أبريل 1910 في سبنسر في الولايات المتحدة، وتوفي في 11 يوليو 1985 في هيميت في الولايات المتحدة.

## وصلات خارجية
- جيل روبنسون على موقع مرجع كرة القدم المحترفة.كوم (الإنجليزية)
- جيل روبنسون على موقع JustSportsStats.com (الإنجليزية)